# 群鸦的盛宴
《群鸦的盛宴》（英語：A Feast for Crows）是美国作家乔治·R·R·马丁创作的著名奇幻系列小说《冰与火之歌》第四部。小说于2005年10月17日在英国首次出版，美国版随后在2005年11月8日发行；不过，英国的一些书店已先于出版日出售此书。本书头四个关于铁群岛的章节在此之前已在《龙杂志》的2002年8月刊上以中篇小说《海怪之臂》之名登载。其中三个关于丹妮莉丝·坦格利安的章节则组成另一本小册子在BookExpo2005书展上发行。原稿的一部分内容被移到了第五卷《魔龙的狂舞》中。